# Gameleiras
Gameleiras é um município brasileiro do estado de Minas Gerais. De acordo com o censo realizado em 2022 sua população  era de 4 793 habitantes.
Tendo como principal atividade econômica a agropecuária, Gameleiras é um município tranquilo de clima quente e seco com um período chuvoso bem definido.

## História
O município de Gameleiras foi criado em 21 de dezembro de 1995, sendo desmembrado do município de Monte Azul. Seu primeiro prefeito foi Osvaldo Teixeira de Oliveira, eleito em 3 de outubro de 1996.
A história de Gameleiras é contada em um livro escrito pelo professor de História da Escola Estadual de Gameleiras, Zaurindo Fernandes Baleeiro. O livro relata a trajetória do município desde a época da escravidão até a sua emancipação em 1995.
Embora não exista muita documentação oficial sobre a história da cidade, há rumores de que o povoado teve origem pela iniciativa de um tenente-coronel da Guarda Nacional, que buscava criar uma nova vila para facilitar o acesso a recursos como água e alimentos.
Inicialmente, a área que hoje pertence a Gameleiras fazia parte do município de Boa Vista do Tremedal e era chamada de Brejo dos Mártires. Com a Lei Estadual 843, de 7 de julho de 1923, o município passou a se chamar apenas “Tremedal”, e foi nesse momento que o distrito de Brejo dos Mártires apareceu com o nome de Gameleiras pela primeira vez.
A emancipação do município ocorreu em 21 de dezembro de 1995, por meio da Lei Estadual nº 12.030.

## Geografia
Localizado no extremo norte mineiro, Gameleiras possui limites territoriais com os municípios baianos de Sebastião Laranjeiras, Iuiú, e os municípios mineiros de Espinosa, Mamonas, Monte Azul, Catuti, Pai Pedro, Jaíba e Matias Cardoso.
Os distritos de Brejo dos Mártires, Jacu das Piranhas, e Engenho são pertencentes a Gameleiras.
Gameleiras abriga juntamente com Monte Azul, Mamonas e Espinosa o parque estadual Caminhos dos Gerais, maior parque estadual do estado de Minas Gerais. O parque protege uma área montanhosa de vegetação de cerrado e caatinga, e sendo uma área de muitas nascentes, a conservação do parque é de suma importância para o município.

### Relevo
O ponto mais alto do município é de 500 metros, sendo o ponto central da cidade.

### Hidrografia
Gameleiras possui uma barragem, sendo ela banhada pelo Rio Gameleiras.

## Economia
A economia é voltada inteiramente para a vocação originária do município, sendo a produção agrícola e pecuária, destacando-se a produção de arroz e milho.

## Festas populares
As principais festividades do local são as comemorações à São Sebastião, de 12 a 20 de janeiro. A novena do Excelso Padroeiro Menino Jesus, que ocorre dos dias 17 a 31 de maio com a presença do Bispo Diocesano, o clero, e religiosos e devotos de toda a região, além da novena da Virgem Senhora Aparecida de 04 a 12 de outubro. A cidade comemora sua Emancipação Política no dia 21 de dezembro.

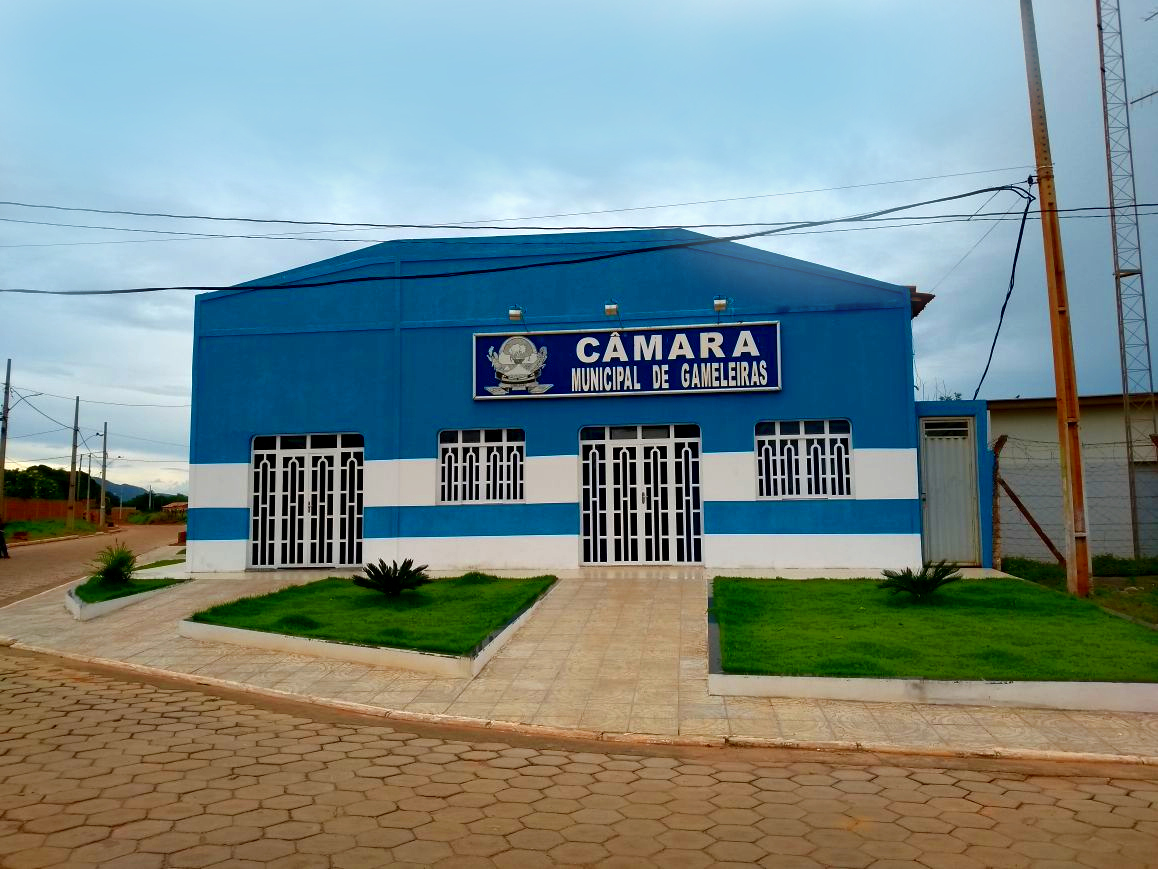
Fotografia da Câmara Municipal de Gameleiras.

## Pontos turísticos

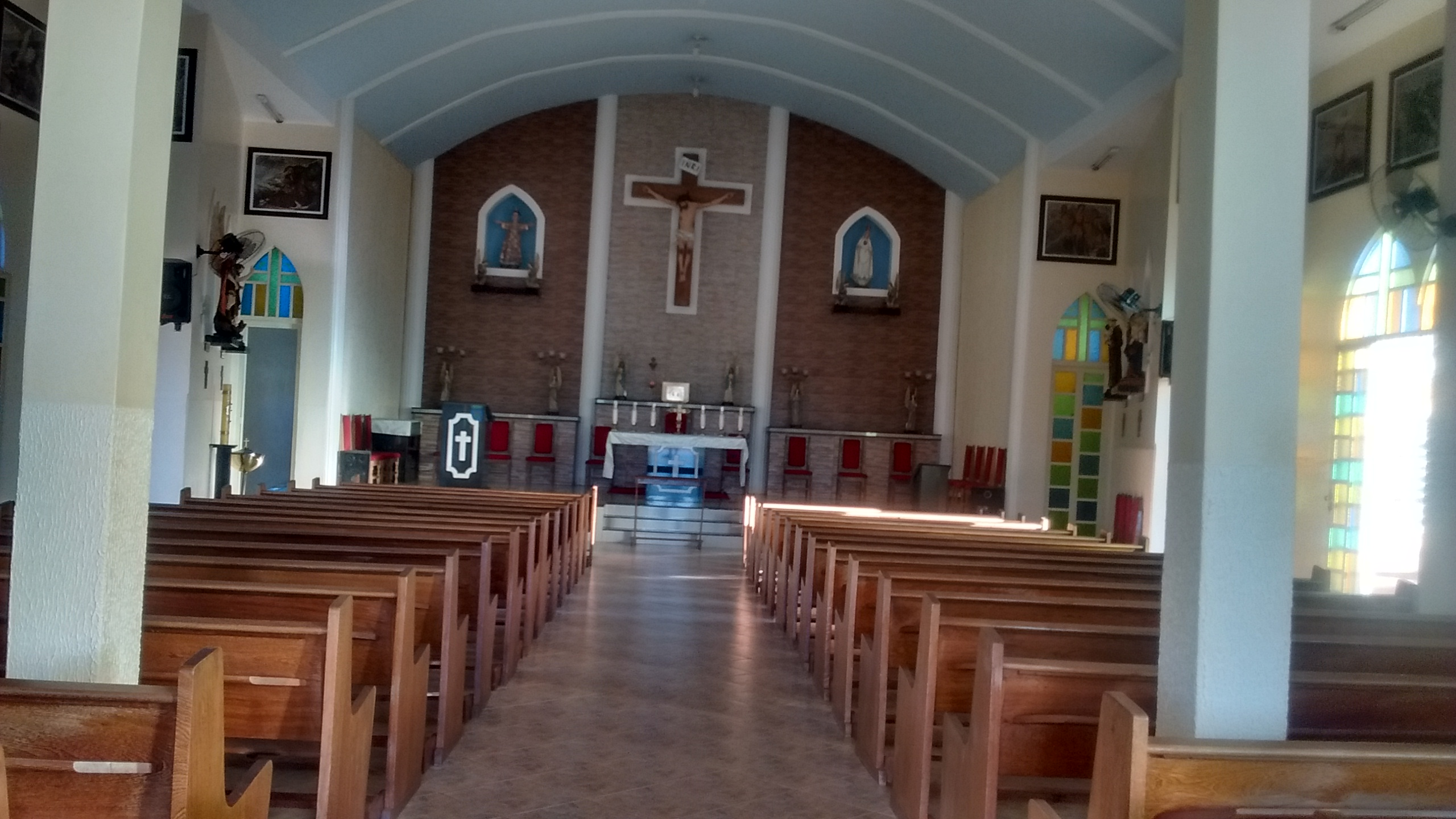
Interior da Igreja Matriz do Menino Jesus, em Gameleiras.

Gameleiras, por ser área rural, não possui muitos pontos turísticos. Limita-se a Igreja Matriz do Menino Jesus. Os turistas da cidade apreciam a Imagem do Padroeiro, o Menino Jesus, feita de madeira de cedro com folhas de ouro 18 quilates.
A Barragem de Gameleiras também é um dos pontos turísticos da cidade, visitado frequentemente por curiosos, entusiastas e moradores, para passar o tempo.

Além da Igreja Matriz e da Barragem, Gameleiras também possui diversas cachoeiras espalhadas por todo o município.